# تلوث لدائني
يشمل التلوث اللدائني أو التلوث باللدائن تراكم منتجات اللدائن (البلاستيك) في البيئة التي تضر الحياة البرية أو  البشر. وتصنف المواد اللدائنية التي تعمل كملوثات إلى الصغيرة أو المتوسطة أو الكبيرة، استنادا إلى حجمها. ويرتبط ظهور التلوث اللدائني بالبدائل غير المكلفة والدائمة، التي تعوض منتجات كثيرة غالية الثمن والتي يستخدمها البشر. ومع ذلك فإنه يعتبر بطيء في التحلل.
ويؤثر التلوث اللدائني بشكل ضار على الأراضي والمجاري المائية والمحيطات وعلى الكائنات الحية، ولا سيما الحيوانات البحرية، من خلال ان تعلق فيه الكائنات الحية، أو ابتلاعها للنفايات اللدائنية، أو بتعرضها للمواد الكيميائية داخل «اللدائن» التي تسبب اضطرابات في الوظائف البيولوجية. ويتأثر البشر أيضا بالتلوث اللدائني، من خلال تعطيل محور هرمون الغدة الدرقية أو مستويات الهرمونات عند البشر.
يُستهلك في المملكة المتحدة وحدها أكثر من 5 ملايين طن من اللدائن كل عام، وهو ما يقدر بنحو 24٪ فيجعلها ضمن  أنظمة إعادة التدوير. وهذا يترك 3.8 مليون طن المتبقية من النفايات، متجهة إلى مكبات القمامة. وقد بذلت جهود للحد من اللدائن في بعض المناطق وذلك لمحاولة الحد من استهلاك اللدائن والتلوث وتعزيز إعادة تدوير اللدائن.
هناك ثلاثة أشكال رئيسية من اللدائن تساهم في التلوث اللدائني:
1. اللدائن الدقيقة
2. اللدائن المتوسطة
3. اللدائن الكبيرة

وتراكمت اللدائن الكبيرة والجزئية في أعلى كثافة لها في نصف الكرة الشمالي، مركزة حول المراكز الحضرية والجبهات المائية.
ويمكن العثور على اللدائن قبالة ساحل بعض الجزر بسبب التيارات التي تحمل الحطام. ويُعثر على كل من اللدائن الضخم والكلي في التعبئة والتغليف والأحذية والأصناف المحلية الأخرى التي غُسلت من السفن أو التخلص منها في مكب النفايات. أما الأصناف المتصلة بالصيد فهي أكثر احتمالا للعثور عليها حول الجزر النائية. ويمكن أيضا أن يشار إليها باسم الحطام الصغير، والمتوسط، والكبير. ويصنف الحطام اللدائني إما على أنه أساسي أو ثانوي.
ومن ناحية أخرى، فإن اللدائن الثانوية تمثل اللدائن الصغيرة التي نتجت عن تدهور المواد اللدائنية الأولية.
وتكون المواد اللدائنية الأولية على  شكلها الأصلي عند جمعها. ومن الأمثلة على ذلك قبعات الزجاجات، وأعقاب السجائر.

## الحطام الدقيق
«الميكرودبريس» هي قطع من اللدائن بين 2 ملم و 5 ملم في الحجم. والحطام اللدائني  يبدأ ميسو وتصبح ميكرودبريس من خلال التحلل والاصطدامات التي تكسرها إلى قطع أصغر. والميكرودبريس هو الأكثر شيوعا  بنوردلز. وتُستغل الأربطة لصنع مواد لدائنية جديدة، لكنها في نهاية المطاف تنطلق بسهولة في البيئة أثناء الإنتاج بسبب صغر حجمها. وغالبا ما تنتهي في مياه المحيطات عبر الأنهار والجداول. ويشار إلى الميكرودبريس التي تأتي من منتجات التنظيف ومستحضرات التجميل أيضا باسم أجهزة الغسل. ولما كانت الحطام الصغير وأجهزة الغسل صغيرة جدا، فإن كائنات التغذية المرشحة غالبا ما تستهلكها.
أما اللدائن الدقيقة الأولية، وهي نوع من الحبيبات الدقيقة، تعرف بــاسم «نوردلز»، فإنها تدخل المحيط عن طريق الانسكابات أثناء النقل أو من المصادر البرية. وتتراكم هذه اللدائن الدقيقة في المحيطات وتسمح بتراكم السموم الحيوية في الطبيعة ويمكن أن تسبب تأثيرات صحية ضارة.
وجدت دراسة أجرها عام 2004 ريتشارد طومسون من جامعة بليموث في المملكة المتحدة، قدرا كبيرا من الحطام الدقيق على الشواطئ والمياه في أوروبا والأمريكتين وأستراليا وأفريقيا وأنتاركتيكا. إذ وجد تومسون وزملاؤه أن الكريات اللدائنية من المصادر المحلية والصناعية على حد سواء قُسِّمت إلى قطع لدائنية أصغر بكثير، بعضها يقل قطرها عن شعر الإنسان. إذا لم تُؤكل، يطفو هذا الزئبق بدلا من أن يُمتص في البيئة البحرية. ويتوقع تومبسون أن يكون هناك 300,000 قطعة من اللدائن / كيلومتر مربع من البحر و 100 ألف جزيء لدائني / كيلومتر مربع من قاع البحر. وقد جمعت ساعة بيليه الدولية عينات من حبيبات البوليثين من 30 شواطئ من 17 بلدا تم تحليلها فيما بعد لملوثات عضوية عضوية. ووجد أن الكريات الموجودة على الشواطئ في أمريكا وفيتنام والجنوب الأفريقي تحتوي على مركبات من مبيدات الآفات تشير إلى الاستخدام العالي لمبيدات الحشرات في المناطق.

## الكتل الحطامية
ويصنف الحطام اللدائن ماكرودبريس عندما يكون أكبر من 20 ملم. وتشمل هذه المواد أكياس مثل البقالة اللدائنية. وغالبا ما يُعثر على ماكرودبريس في مياه المحيطات، ويمكن أن يكون لها تأثير خطير على الكائنات الحية. وشبكات الصيد هي الملوثات الرئيسية. وحتى بعد التخلي عنها، فإنها لا تزال تصيب الكائنات البحرية وغيرها من الحطام اللدائني. وفي نهاية المطاف، يصبح من الصعب جدا التخلص من هذه الشباك المهجورة من المياه لأنها تصبح ثقيلة جدا، بعد أن ازداد وزنها إلى 6 أطنان.

## تحلل المواد اللدائنية
تشكل اللدائن نفسها في نحو 10٪ من النفايات. توجد أنواع كثيرة من اللدائن اعتمادا على سلائفها وطريقة البلمرة. اعتمادا على التركيب الكيميائي، واللدائن  لها خصائص مختلفة تتعلق بطريقة امتصاص الملوثات. ويتطلب تحلل البوليمر وقتا أطول نتيجة للملوحة وتأثير التبريد للبحر. وتسهم هذه العوامل في استمرار الحطام اللدائني في بيئات معينة. وقد أظهرت الدراسات الحديثة أن اللدائن في المحيط تتحلل أسرع مما كان يعتقد، بسبب التعرض لأشعة الشمس والمطر والظروف البيئية الأخرى، مما أدى إلى إطلاق المواد الكيميائية السامة مثل ثنائي الفينول A. ومع ذلك، نظرا لزيادة حجم اللدائن في المحيط، فان التحلل يتباطأ.وتوقعت شركة «مارين كونسيرفانسي» معدلات التحلل في العديد من المنتجات اللدائنية. وتشير التقديرات إلى أن كوب من اللدائن الرغوي سوف يستغرق 50 عاما، وسوف يستغرق حامل المشروبات اللدائنية 400 سنة، والحفاضات تستغرق 450 عاما، وخيط الصيد يستغرق 600 سنة لتتحلل.

## الملوثات العضوية الثابتة
ويقدر أن الإنتاج العالمي من اللدائن يبلغ نحو 250 طنا متريا في السنة. وقد وجد أن وفرة هذه المواد تنقل الملوثات العضوية الثابتة، المعروفة أيضا بالملوثات العضوية الثابتة. وقد ارتبطت هذه الملوثات بزيادة توزيع الطحالب الحمراء المرتبطة بالمد والجزر. ويشير بعض الباحثين إلى أنه بحلول عام 2050 يمكن أن يكون اللدائن أكثر من الأسماك في المحيطات من حيث الوزن.

## الآثار على البيئة
إن توزيع الحطام اللدائني يتفاوت بدرجة كبيرة نتيجة لعوامل معينة مثل تيارات الرياح والمحيطات، والجغرافيا الساحلية، والمناطق الحضرية، والطرق التجارية. كما يلعب السكان في بعض المناطق دورا كبيرا في هذا المجال. ومن المرجح أن يوجد اللدائن في المناطق المغلقة مثل منطقة البحر الكاريبي. وهو بمثابة وسيلة لتوزيع الكائنات الحية على السواحل النائية التي ليست بيئاتها الأصلية. وهذا يمكن أن يزيد من تباين وتشتت الكائنات الحية في مناطق محددة أقل تنوعا بيولوجيا. ويمكن أيضا استخدام اللدائن كناقلات للملوثات الكيميائية مثل الملوثات العضوية الثابتة والمعادن الثقيلة.

## الأرض
يمكن للمواد التي تحتوي على الكلور أن تطلق المواد الكيميائية الضارة في التربة المحيطة، ويمكن أن تتسرب بعد ذلك إلى المياه الجوفية أو غيرها من مصادر المياه المحيطة بها وكذلك النظام البيئي وهذا يمكن أن يسبب ضررا خطيرا للأصناف من الكائنات الحية التي تشرب الماء.
وتحتوي مناطق مكبات النفايات على أنواع مختلفة من اللدائن. في هذه المدافن، هناك العديد من الكائنات الحية الدقيقة التي تسرع التحلل البيولوجي من اللدائن. وتشمل الكائنات الحية الدقيقة البكتيريا مثل بسيودوموناس، والبكتيريا الآكلة للنايلون، وفلافوباكتيريا. وهذه البكتيريا تكسر النايلون من خلال نشاط انزيم النيلوناز. ان تحلل المواد اللدائنية يطلق الميثان، وهو غاز قوي جدا من غازات الاحتباس الحراري ويسهم بشكل كبير في الاحترار العالمي.

## التلوث اللدائني كسبب للتغير المناخي
نُشر عام 2019 تقرير جديد بعنوان «اللدائن والمناخ». حسب التقرير، سيساهم إنتاج وإحراق اللدائن عام 2019 بظاهرة الغازات الدفيئة عبر إطلاق نحو 850 مليون طن من ثاني أكسيد الكربون في الجو. بهذا المعدل، ستزداد الانبعاثات السنوية من هذه المصادر لتصل إلى 1.34 مليار طن بحلول عام 2030. بحلول عام 2050، سيطلق اللدائن 56 مليار طن من انبعاثات الغازات الدفيئة، أي ما يقدّر بـ 14% من ميزانية الكربون المتبقية للأرض. بحلول عام 2100 ستطلق 260 مليار طن، أكثر من نصف ميزانية الكربون. تنتج هذه الانبعاثات عن التصنيع والنقل والحرق، إلّا أن هناك انبعاثات أخرى للميثان وتأثيراتٍ على العوالق النباتية.

## تأثيرات اللدائن على اليابسة
يشكّل التلوّث اللدائني تهديدًا على النباتات والحيوانات التي تعيش على اليابسة بما فيها البشر. تتراوح التقديرات حول كمية تركيز اللدائن على اليابسة بين 4 و23 ضعف تلك التي في المحيط. إن كمية اللدائن على اليابسة أكبر وأعلى تركيزًا منها في المياه. تتراوح نسبة اللدائن غير المعالج بين 60% في شرق آسيا والمحيط الهادئ إلى 1% في أمريكا الشمالية. كما تتراوح نسبة اللدائن غير المعالج الذي يصل المحيط سنويًا ليتحول إلى مخلفات بحرية بين ثلث ونصف مجموع النفايات غير المعالجة لذلك العام.
يمكن لللدائن المُكلوَر إطلاق مواد كيميائية ضارة في التربة المحيط، والتي يمكن أن تتسرب إلى المياه الجوفية أو أي من مصادر المياه المحيطة كما النظام البيئي في العالم. هذا ما قد يسبب ضررًا للأنواع الحية التي تشرب من تلك المياه.

## التلوث اللدائني في مياه الصنبور
وجدت دراسة أُجريت عام 2017 عبر جمع عينات من مياه الصنبور حول العالم احتوائها على ملوثات لدائنية. كانت تلك الدراسة الأولى في تركيزها على تلوث مياه الشرب باللدائن، وأظهرت أنه بمعدّل تلوّثٍ بلغ 94%، كانت مياه الصنبور في الولايات المتّحدة الأكثر تلوّثًاـ تليها لبنان فالهند. تمتعت دول أوروبية مثل المملكة المتحدة وألمانيا وفرنسا بأقل معدّلات من التلوّث، إلا أنها ما تزال معدلات عالية تبلغ 72%. يعني ذلك أن الناس يتناولون ما بين 3000 إلى 4000 من جزيئات اللدائن الدقيقة في مياه الشرب بكل عام. عثرت التحليلات على جزيئات تجاوز حجمها 205 ميكرون، أي أكبر بـ 2500 من النانومتر. لا يزال غير واضحٍ فيما إذا كان التلوّث مؤثرًا على صحة الإنسان، ولكن في حال احتوت المياه أيضًا على جزيئات من الملوثات بحجم النانو، فستكون هناك تأثيراتٌ وخيمةٌ على صحة الإنسان، حسب علماءَ مشاركين بالدراسة.
ما يزال تلوّث مياه الصنبور باللدائن قيد الدراسة، كذلك العلاقات حول انتقال التلوث بين البشر والهواء والماء والتربة.

## التأثيرات على الحيوانات
للتلوث اللدائني القدرة على تسميم الحيوانات، وبذلك يمكنه التأثير سلبًا على إمدادات الغذاء البشري. وُصف التلوث اللدائني بأنه عالي الخطورة على الثدييات البحرية، ووصفه كتاب «مُقدمة إلى علم الأحياء البحرية» بأنه يشكل عليهم «أكبر تهديد منفرد». عُثر على أنواع بحرية، مثل السلاحف المائية، احتوت معدتها على نسب مرتفعة من اللدائن. عندما يحصل ذلك، فإن تلك الحيوانات عادةً ما تموت جوعًا نتيجة سدّ اللدائن مجراها الهضمي. تقع الثدييات البحرية أحيانًا في شراك بعض المنتجات اللدائنية مثل شباك الصيد، والتي يمكن أن تضر بها أو تقتلها.

## أكثر الدول تلويثًا باللدائن
الولايات المتحدة الأمريكية هي الرائدة في توليد النفايات اللدائنية، تُنتج 42 مليون طن متري سنويًا من النفايات اللدائنية وتعتبر أكثر انتاجًا من دول الاتحاد الأوروبي مجتمعة.

## أسوأ الدول إدارة للنفايات اللدائنية
عام 2018، ينتهي الامر بنحو 513 مليون طن من اللدائن في المحيطات كل عام، 83.1% منها مصدرها 20 دولة: الصين هي أسوأ الدول من حيث إدارة النفايات اللدائنية إذ ترمي في البحر 27.7% من الإجمالي العالمي، احتلت إندونيسيا المرتبة الثانية بنسبة 10.1%، والفلبين بنسبة 5.9%، وجاءت فيتنام رابعة بنسبة 5.8%، وسريلانكا خامسة بـ 5.0%، وتايلاند سادسة بنسبة 3.2%، ومصر سابعة بنسبة 3.0%، وماليزيا ثامنة بنسبة 2.9%، ونيجيريا تاسعة بنسبة 2.7%، أما العاشرة فهي بنغلادش بنسبة 2.5%، وجنوب إفريقيا الحادية عشرة بنسبة 2.0%، الهند الثانية عشرة بنسبة 1.9%، الجزائر ثالثة عشرة بنسبة 1.6%، وتركيا الرابعة عشرة بنسبة 1.5%، وباكستان الخامسة عشرة بنسبة 1.5%، والبرازيل السادسة عشرة بنسبة 1.5%، وميانمار السابعة عشرة 1.4%، والمغرب الثامن عشر مع 1.0%، وكوريا الشمالية التاسعة عشرة مع 1.0%، والولايات المتحدة في المركز العشرين مع مساهمة بـ 0.9% من إجمالي الملوثات. تساهم بقية الدول مجتمعة بنسبة 16.9% من النفايات اللدائنية التي ينتهي بها الأمر في المحيطات، وذلك بحسب دراسة نشرتها ساينس، جانبك وشركاؤهم عام 2015.
إذا جمعنا جميع الدول الاوروبية، فستحتل المرتبة الثامنة عشرة في القائمة.

## مجموع ملوثات النفايات اللدائنية
ينتَج نحو 275 مليون طن من النفايات اللدائنية كل عام في جميع أنحاء العالم، ينتهي الأمر بما بين 4.8 مليون و 12.7 مليون طن تُرمى في البحر. تأتي نحو 60% من النفايات اللدائنية في المحيطات من الدول الخمس الأولى التالية. يوضح الجدول أدناه أكثر 20 دولة ملوثة بالنفايات اللدائنية عام 2010 بحسب دراسة نشرتها مجلة ساينس، جانبك وشركاءهم عام 2015:
| الترتيب | الدولة                     | التلوث اللدائني (آلاف الأطنان في العام) |
| 1       | الصين                      | 8820                                    |
| 2       | إندونيسيا                  | 3220                                    |
| 3       | الفلبين                    | 1880                                    |
| 4       | فيتنام                     | 1830                                    |
| 5       | سريلانكا                   | 1590                                    |
| 6       | تايلند                     | 1030                                    |
| 7       | مصر                        | 970                                     |
| 8       | مليزيا                     | 940                                     |
| 9       | نيجيريا                    | 850                                     |
| 10      | بنغلادش                    | 790                                     |
| 11      | جنوب افريقيا               | 630                                     |
| 12      | الهند                      | 600                                     |
| 13      | الجزائر                    | 520                                     |
| 14      | تركيا                      | 490                                     |
| 15      | باكستان                    | 480                                     |
| 16      | البرازيل                   | 470                                     |
| 17      | ميانمار                    | 460                                     |
| 18      | المغرب                     | 310                                     |
| 19      | كوريا الشمالية             | 300                                     |
| 20      | الولايات المتحدة الأمريكية | 280                                     |

إذا جمعنا كل الدول الأوروبية واعتبرناها دولة واحدة، فستحتل هذه الدولة المركز 18.
في دراسة نشرتها مجلة العلوم البيئية والتكنولوجيا، بحسب شميدت وآخرون (2017) فإن عشرة أنهار: اثنان في أفريقيا (النيل والنيجر) وثمانية في آسيا (الغانج، السند، النهر الأصفر، اليانغتسى، هاي هي، بيرل، ميكونغ وأمور)، تنقل 88-95% من النفايات اللدائنية العالمية إلى البحر.
تعدّ جزر الكاريبي أكبر ملوثين نسبة للفرد في العالم. تنتج ترينيداد وتوباغو 1.5 كيلوغرام من النفايات لكل فرد يوميًا، وهي أكبر ملوّث لدائني للفرد في العالم. ما لا يقل عن 0.19 كيلوغرام للشخص في اليوم الواحد من النفايات اللدائنية في ترينيداد وتوباغو ينتهي بها المطاف في المحيط. أو يمكننا أن نأخذ على سبيل المثال سانت لوسيا التي تولد أكثر من أربعة أضعاف كمية النفايات اللدائنية للفرد ما تولّده الصين. من بين أكبر ثلاثين دولة ملوثة نسبةً للفرد، هناك عشر دول من منطقة البحر الكاريبي. هذه الدول هي ترينيداد وتوباغو وأنتيغوا وبربودا وسانت كيتس ونيفيس وغويانا وبربادوس وسانت لوسيا وجزر البهاماس وغرينادا وأنغيلا وأروبا، وذلك حسب مجموعة من الدراسات التي لخصتها مجلة فوربس عام 2019.